# Don Boscokerk (Maastricht)
De Don Boscokerk is een modern kerkgebouw in de Nederlandse stad Maastricht, gelegen aan het Kardinaal van Rossumplein 97 in de buurt Heugemerveld. De voormalige Rooms-katholieke parochiekerk is sinds 2017 in gebruik als baptistenkerk.

## Geschiedenis
Heugemerveld (vroeger Akerpoort genaamd) ligt ten zuiden van Wyck en ten oosten van Céramique, dat tot circa 1980 in gebruik was als industrieterrein van de Société Céramique. In 1946 begon hier de aanleg van een nieuwe woonwijk, bedoeld om de ontstellende woningnood te lenigen. Alphons Boosten en Frans Dingemans tekenden voor het ontwerp van de woningen.
In 1949 kwamen de eerste bewoners en werd formeel een parochie opgericht. Een noodkerk werd in 1952 in gebruik genomen en de eerste pastoor was Joseph Schrijnemakers. In oktober 1958, nog geen half jaar na de eerstesteenlegging, werd de eerste mis in de nieuwe kerk opgedragen. De noodkerk deed daarna nog een tijdje dienst als parochiehuis tot de sloop in 1962. Op 19 mei 1962 vond de inwijding van de kerk plaats door bisschop Moors van Roermond.
De Don Boscokerk werd op 17 januari 2017 onttrokken aan de katholieke eredienst. Sindsdien kwam de Baptistengemeente Maastricht er samen. In 2020 werd het pand aangekocht door projectontwikkelaar Metropool Developement. Het gebouw zou worden aangepast voor vestiging van de tegenover het pand gelegen Lidl-supermarkt. Eind 2024 werd de leegstaande kerk bezet door krakers, die het gebouw in januari 2025 terug verlieten.

## Gebouw
De Don Boscokerk werd ontworpen door Harry Koene. Het is een hoge kruiskerk onder een plat dak, geheel opgetrokken uit baksteen. De kerkruimte wordt overwelfd door een betonnen cassetteplafond. Het interieur wordt gekenmerkt door schoon metselwerk. Merkwaardig zijn de vijf lagen van elk vijf rondboogvensters aan weerszijden van de altaarruimte. De glas-in-loodramen tonen geometrische motieven.
In 1967 werd een nieuw kerkorgel geïnstalleerd, dat in 1976 werd uitgebreid en veelvuldig gebruikt werd door studenten van het Conservatorium Maastricht. Het orgel is in 2018 overgeplaatst naar de Sint-Remigiuskerk in Schimmert. Het is niet duidelijk of de rest van de inventaris uit de tijd van de katholieke parochiekerk nog intact is.
Het bouwwerk is een gemeentelijk monument.